# Наомі Воттс
Нао́мі Е́ллен Воттс (англ. Naomi Ellen Watts; нар. 28 вересня 1968) — британська акторка й продюсерка, посол доброї волі ООН.

## Життєпис
Народилася 28 вересня 1968 року в Шоргемі в сім'ї Пітера Воттса і Міфаннві (Мів) Робертс. Мати займалася продажем старовинних речей, а батько був звукорежисером знаменитого рок-гурту Pink Floyd (його сміх чутно на альбомі The Dark Side of the Moon). Коли Наомі виповнилося чотири роки, батьки розлучилися, а за три роки її батько помер. У пошуках кращого життя місіс Воттс із двома дітьми (брат Наомі — Бенджамін, зараз відомий у США фотограф, старший за неї на 2 роки) об'їздила пів Англії і врешті вирішила перевезти сім'ю до Австралії, у Сідней, на батьківщину своєї матері. Наомі на той час виповнилося 14 років.
У дитинстві, завдяки матері, яка грала в місцевому аматорському театрі, Наомі також захопилася акторською грою. Закінчивши школу акторської майстерності, відвідувала численні прослуховування, де й познайомилася з Ніколь Кідман, яка досі залишається її найкращою подругою. Першою роботою в кіно для Наомі Воттс стала невелика роль у фільмі 1986 року «Лише заради кохання».
У 18 років вирішила спробувати себе в ролі моделі і найнялася через агентство на роботу в Японії. За рік, проведений у модельному бізнесі, зрозуміла, що це «не її» і повернулася додому. Тепер вона опинилася по інший бік модельного бізнесу — стала працювати кореспонденткою в журналі мод. Та все ж за деякий час Воттс усвідомила, що її справжнє покликання — бути акторкою.

## Кар'єра
Першу невелику роль Наомі Воттс вдалося здобути у фільмі «Флірт» (1991) з Ніколь Кідман і Тенді Ньютон, а також в австралійському мінісеріалі, де вона знімалася зі ще однією майбутньою австралійською зіркою — Расселом Кроу. Режисер «Флірту» Джон Дуїґан запросив Наомі і в наступний свій фільм — «Широке Саргасове море» (1992).
Після цього акторка вирушила до Лос-Анджелеса. Перший голлівудський досвід Наомі Воттс — «Денний сеанс» (1993). Ні ця, ні інші ролі, які вона зіграла в 1990-х роках («Танкістка», «Діти кукурудзи 4», «Чесна куртизанка», «Чужа планета» та ін.) зіркою її не зробили.
Сходинкою до слави для Воттс став фільм Девіда Лінча з магічною назвою «Малголланд Драйв». Магічною, тому що так само називається шосе, що перетинає Місто Ангелів, яким Наомі так часто ганяла на машині, намагаючись розвіятися після чергового невдалого прослуховування. Дивне роздвоєння особистості, продемонстроване акторкою в «Малголланд-Драйв», було її першою зірковою роллю. Фільм Девіда Лінча, який був номінований на «Оскар» і здобув приз за найкращу режисуру в Каннах, приніс Наомі перші значні нагороди, зокрема нагороду асоціації американських кінокритиків.
«Малголланд Драйв» став початком злету кар'єри Воттс. Наступні ролі — Еллі Паркер в однойменному фільмі (за цю роль Наомі нагородили на фестивалі в Санденсі як найкращу акторку в короткометражному фільмі) і журналістки Рейчел Келлер у трилері-блокбастері «Дзвінок», який зібрав у прокаті 230 мільйонів доларів — закріпили за нею репутацію зірки, внаслідок чого акторці посипалися пропозиції. Серед найкращих робіт Наомі Воттс: «21 грам» з Бенісіо дель Торо і Шоном Пенном, «Вбити президента», який приніс їй номінацію на «Оскар», «Розлучення» з Кейт Гадсон і Гленн Клоуз, «Зломщики сердець» із Дастіном Гоффманом і Джудом Лоу, «Залишся» з Еваном Макгрегором. Окрім того, Наомі займається продюсуванням («Еллі Паркер», «Ми тут більше не живемо»).
У 2005 році на екрани вийшов «Кінг-Конг» Пітера Джексона, у якому Воттс зіграла роль коханої дівчини величезної мавпи — Енн Дерроу. Вона не побоялася виконати культову роль дівчини Кінг-Конга, зіграну до неї такими зірками, як Фей Рей і Джессіка Ленг. У наступному фільмі «Розмальована вуаль» Наомі Воттс з'являється і як виконавиця головної ролі, і як продюсерка. Це друга екранізація однойменного роману Сомерсета Моема (перша, за участю Грети Гарбо, вийшла на екрани в 1934 році).

## Особисте життя
Воттс зустрічалася з режисером Даніелем Кірбі, сценаристом Джеффом Смінгі, режисером Стівеном Гопкінсом і актором Гітом Леджером, своїм партнером у фільмі «Банда Келлі». З 2005 року в неї зав'язалися романтичні стосунки з актором Лієвом Шрайбером. Мають двох синів. У вересні 2016 року пара оголосила про розлучення. Із 2017 року акторка перебувала в стосунках з актором Біллі Крудапом. Офіційно пара одружилася в червні 2023 року.
З 15 травня 2006 року Наомі Воттс є послом доброї волі Об'єднаної програми Організації Об'єднаних Націй з ВІЛ/СНІДу (UNAIDS).

## Цікаві факти
- Наомі каже, що вперше захотіла стати акторкою у п'ять років, побачивши свою матір на сцені.
- Наомі — вегетаріанка.
- Зріст Наомі Воттс — 165 см.
- У 2001 році Девід Лінч затвердив Воттс на головну роль у своєму новому фільмі «Малголленд Драйв», навіть не прослуховуючи. Під час кастингів режисеру дуже сподобалася фотографія акторки, прикріплена до її резюме. Автором тієї світлини був Бен, брат Наомі .
- Продюсер «Дзвінка» Волтер Паркс вирішив запросити Воттс, переглянувши попередню монтажну версію «Малголленд Драйву». Раніше він розглядав такі кандидатури, як Кейт Бекінсейл, Дженніфер Коннеллі, Кейт Вінслет і Гвінет Пелтроу.
- Режисер Грегор Джордан, у якого Наомі Воттс знімалася в фільмі «Банда Келлі», назвав її австралійською скринькою з секретом.
- Режисер фільму «Кінг-Конг» Пітер Джексон: «Мені потрібна була тендітна на вигляд дівчина, яка, зустрівшись із чудовиськом, демонструвала б несподівану внутрішню силу». Кейт Вінслет під визначення «тендітної» очевидно не підходила. Ідеальною кандидаткою виявилася Наомі Воттс. «Коли я побачив її в „Малголленд Драйв“, то одразу зрозумів, що знайшов свою героїню».
- У 2006 році, підбивши підсумки голосування (загалом проголосувало 50 млн осіб), французький журнал FHM («For him magazine») опублікував список найсексуальніших жінок світу. На другому місці була Наомі Воттс (із 100).
- Журнал «WHO» опублікував список найкрасивіших людей 2006 року, в якому Наомі Воттс посіла друге місце (із 27). За результатами опитування, проведеного тим же виданням, Наомі Воттс потрапила до десятки найбажаніших жінок поміж представниць шоубізнесу.
- У 2014 році Наомі Воттс стала обличчям благодійної колекції сумок Tommy Hilfiger. 100 євро від продажу кожного виробу йшли на боротьбу з раком грудей у фонд Fund for Living[4].

## Фільмографія

### Акторка
| Рік       |    | Українська назва                                | Оригінальна назва                                                     | Роль                                |
| --------- | -- | ----------------------------------------------- | --------------------------------------------------------------------- | ----------------------------------- |
| 2022      | с  | Ворожнеча                                       | Feud                                                                  | Бейб Пейлі                          |
| 2022      | ф  | На добраніч, мамо                               | Goodnight Mommy                                                       | Мама                                |
| 2022      | с  | Наглядач                                        | The Watcher                                                           | Нора Бреннок                        |
| 2022      | ф  | Нескінченна буря                                | Infinite Storm                                                        | Пем Бейлс                           |
| 2020      | ф  | Квант часу                                      | Boss Level                                                            | Джемма Веллс                        |
| 2019      | с  | Найгучніший голос                               | The Loudest Voice                                                     | Гретхен Карлсон                     |
| 2019      | ф  |                                                 | Luce                                                                  | Емі Едгар                           |
| 2019      | ф  | Вовча година                                    | The Wolf Hour                                                         | Джун Лі                             |
| 2018      | ф  | Влада                                           | Vice                                                                  | ведуча новин                        |
| 2018      | ф  | Офелія                                          | Ophelia                                                               | Гертруда / Мехтільда                |
| 2017      | с  | Твін Пікс: Повернення                           | Twin Peaks: The Return                                                | Джені-І Джонс                       |
| 2017      | ф  | Скляний замок                                   | The Glass Castle                                                      | Роуз Мері Воллс                     |
| 2017      | с  | Циганка                                         | Gypsy                                                                 | Джин Голловей                       |
| 2017      | ф  | Книга Генрі                                     | The Book of Henry                                                     | С'юзан Карпентер                    |
| 2016      | ф  | Під замком                                      | Shut In                                                               | Мері                                |
| 2016      | ф  | Чак Вепнер: історія справжнього Роккі           | Chuck / The Bleeder                                                   | Лінда                               |
| 2016      | ф  | Дивергент 3: Аллегіант                          | The Divergent Series: Allegiant                                       | Евелін                              |
| 2015      | ф  | Три покоління                                   | 3 Generations                                                         | Меґґі                               |
| 2015      | ф  | Руйнація                                        | Demolition                                                            | Карен                               |
| 2015      | ф  | Море дерев                                      | The Sea of Trees                                                      | Джоан Бреннан                       |
| 2015      | ф  | Дивергент 2: Інсургент                          | The Divergent Series: Insurgent                                       | Евелін                              |
| 2014      | ф  | Поки ми молоді                                  | While We're Young                                                     | Корнелія                            |
| 2014      | ф  | Святий Вінсент                                  | Святий Вінсент                                                        | Дака Парамова                       |
| 2014      | ф  | Бердмен                                         | Бердмен                                                               | Леслі                               |
| 2014      | с  | Кінь БоДжек                                     | BoJack Horseman                                                       | камео                               |
| 2013      | ф  | Діана                                           | Diana                                                                 | Діана                               |
| 2013      | ф  | Промінь світла молодший                         | Sunlight Jr.                                                          | Мелісса                             |
| 2013      | ф  | Заборонена пристрасть                           | Adoration                                                             | Ліл                                 |
| 2013      | ф  | Фільм 43                                        | Movie 43                                                              | Саманта (розділ «Домашнє навчання») |
| 2012      | ф  | Неможливе                                       | Lo Imposible / The Impossible                                         | Марія                               |
| 2011      | ф  | Дж. Едгар                                       | J. Edgar                                                              | Гелен Ґенді                         |
| 2011      | ф  | Дім марень                                      | Dream House                                                           | Енн Паттерсон                       |
| 2010      | ф  | Гра без правил                                  | Fair Game                                                             | Валері Плейм                        |
| 2010      | ф  | Ти зустрінеш таємничого незнайомця              | You Will Meet a Tall Dark Stranger                                    | Саллі                               |
| 2009      | ф  | Мати й дитя                                     | Mother and Child                                                      | Елізабет                            |
| 2009      | ф  | Інтернаціональ                                  | The International                                                     | Елеонор Вітменn                     |
| 2007      | ф  | Забавні ігри                                    | Funny Games                                                           | Енн                                 |
| 2007      | ф  | Порок на експорт                                | Eastern Promises                                                      | Анна                                |
| 2007      | кф | Vanity Fair: Killers Kill, Dead Men Die (відео) | Vanity Fair: Killers Kill, Dead Men Die                               | Спідниця (лише у титрах)            |
| 2006      | ф  | Розмальована вуаль                              | The Painted Veil                                                      | Кітті Фейн                          |
| 2006      | ф  | Внутрішня імперія                               | Inland Empire                                                         | кролиха С'юзі (голос)               |
| 2005      | ф  | Кінг-Конг                                       | King Kong                                                             | Енн Дерроу                          |
| 2005      | вг | Кінг-Конг (офіційна гра за фільмом)             | King Kong: The Official Game of the Movie (Peter Jackson's King Kong) | Енн Дерроу (голос)                  |
| 2005      | ф  | Залишайся                                       | Stay                                                                  | Лайла Калпеппер                     |
| 2005      | ф  | Дзвінок 2                                       | The Ring Two                                                          | Рейчел Келлер                       |
| 2005      | ф  | Еллі Паркер                                     | Ellie Parker                                                          | Еллі Паркер                         |
| 2004      | ф  | Змова                                           | I Heart Huckabees                                                     | Дон Кемпбелл                        |
| 2004      | ф  | Замах на Річарда Ніксона                        | The Assassination of Richard Nixon                                    | Марі Андерсен Бік                   |
| 2004      | ф  | Ми тут більше не живемо                         | We Don't Live Here Anymore                                            | Едіт Еванс                          |
| 2003      | ф  | 21 грам                                         | 21 Grams                                                              | Крістіна Пек                        |
| 2003      | ф  | Розлучення                                      | Le divorce                                                            | Роксанна де Персан                  |
| 2003      | ф  | Банда Келлі                                     | Ned Kelly                                                             | Джулія Кук                          |
| 2002      | кф | Кролики                                         | Rabbits                                                               | С'юзі                               |
| 2002      | тф | Аутсайдер                                       | The Outsider                                                          | Ребекка Йодер                       |
| 2002      | ф  | Чотири похорони та одне весілля                 | Plots with a View                                                     | Мередіт Мейнверінг                  |
| 2002      | ф  | Дзвінок                                         | The Ring                                                              | Рейчел Келлер                       |
| 2001      | кф | Ніколи не зустрічайся з акторкою                | Never Date an Actress                                                 | дурненька подружка                  |
| 2001      | ф  | Малголленд-драйв                                | Mulholland Drive                                                      | Бетті Елмс / Діана Селвін           |
| 2001      | ф  | Ліфт                                            | Down                                                                  | Дженніфер Еванс                     |
| 2001      | кф | Еллі Паркер (короткометражний)                  | Ellie Parker                                                          | Еллі Паркер                         |
| 2000      | тф | Таємниця садиби Вівернів                        | The Wyvern Mystery                                                    | Аліса Фейрфілд                      |
| 1999      | в  | Девід Лінч «BlueBOB»: Дякую, судде              | BlueBOB: Thank You, Judge                                             | дружина                             |
| 1999      | тф | Малголленд-драйв                                | Mulholland Dr.                                                        | Бетті Елмс / Діана Селвін           |
| 1999      | ф  | Дивна планета                                   | Strange Planet                                                        | Аліса                               |
| 1999      | тф | Полювання на вбивцю єдинорога                   | The Hunt for the Unicorn Killer                                       | Голлі Меддукс                       |
| 1998      | кф | Справа честі                                    | A House Divided                                                       | Аманда                              |
| 1998      | тф | Різдвяне бажання                                | The Christmas Wish                                                    | Рене                                |
| 1998      | ф  | Бейб: Поросятко в місті                         | Babe: Pig in the City                                                 | (додаткові голоси)                  |
| 1997—1998 | с  | Сновиди                                         | Sleepwalkers                                                          | Кейт Рассел                         |
| 1998      | ф  | Чесна куртизанка                                | Dangerous Beauty                                                      | Джулія де Лецце                     |
| 1997      | ф  | Танці біля маяка                                | Under the Lighthouse Dancing                                          | Луїза                               |
| 1996      | ф  | Невпізнані                                      | Persons Unknown                                                       | Моллі                               |
| 1996      | тф | Годинник                                        | Timepiece                                                             | Мері Чендлер                        |
| 1996      | в  | Діти кукурудзи 4: Збір врожаю                   | Children of the Corn: The Gathering                                   | Ґрейс Роудс                         |
| 1996      | тф | Таємниці Бермудського трикутника                | Secrets of the Bermuda Triangle                                       | Аманда                              |
| 1995      | ф  | Дівчина в танку                                 | Tank Girl                                                             | Реактивна Дівчина (механік)         |
| 1993      | ф  | Сторож                                          | The Custodian                                                         | Луїза                               |
| 1993      | ф  | Аморальна поведінка                             | Gross Misconduct                                                      | Дженніфер Картер                    |
| 1993      | ф  | Широке Саргасове море                           | Wide Sargasso Sea                                                     | Фенні Грей                          |
| 1993      | ф  | Денний сеанс                                    | Matinee                                                               | дівчина з візком                    |
| 1991      | с  | Наречені Христа (міні-серіал)                   | Brides of Christ                                                      | Френсіс Геффернан                   |
| 1991      | с  | Додому і в дорогу                               | Home and Away                                                         | Джулі Гібсон                        |
| 1991      | ф  | Флірт                                           | Flirting                                                              | Джанет Одґерс                       |
| 1990      | с  | Привіт, тату!                                   | Hey Dad..!                                                            | Белінда Лоренс                      |
| 1986      | ф  | Лише заради кохання                             | For Love Alone                                                        | подружка Лео                        |
| 1986      | с  | Повернення до Едему                             | Return to Eden                                                        | модель                              |

### Продюсерка
| Рік  |     | Українська назва               | Оригінальна назва          | Роль                               |
| ---- | --- | ------------------------------ | -------------------------- | ---------------------------------- |
| 2019 | ф   |                                | The Wolf Hour              | виконавча продюсерка               |
| 2017 | с   | Циганка                        | Gypsy                      | виконавча продюсерка (10 епізодів) |
| 2015 | ф   | Три покоління                  | 3 Generations              | виконавча продюсерка               |
| 2013 | док | Останній імпресаріо            | The Last Impresario        | асоціативна продюсерка             |
| 2013 | ф   | Заборонена пристрасть          | Adoration                  | виконавча продюсерка               |
| 2007 | ф   | Забавні ігри                   | Funny Games                | виконавча продюсерка               |
| 2006 | ф   | Розмальована вуаль             | The Painted Veil           | продюсерка                         |
| 2005 | ф   | Еллі Паркер                    | Ellie Parker               | продюсерка                         |
| 2004 | ф   | Ми тут більше не живемо        | We Don't Live Here Anymore | продюсерка                         |
| 2001 | кф  | Еллі Паркер (короткометражний) | Ellie Parker               | продюсерка                         |

## Нагороди та номінації
| Нагорода                                | Рік  | Категорія                                    | Робота            | Результат |
| --------------------------------------- | ---- | -------------------------------------------- | ----------------- | --------- |
| Оскар                                   | 2004 | Найкраща жіноча роль                         | 21 грам           | Номінація |
| Оскар                                   | 2013 | Найкраща жіноча роль                         | Неможливе         | Номінація |
| BAFTA Film Awards                       | 2004 | Найкраща жіноча роль                         | 21 грам           | Номінація |
| Золотий глобус                          | 2013 | Найкраща жіноча роль — драма                 | Неможливе         | Номінація |
| Премія Гільдії кіноакторів США          | 2004 | Найкраща жіноча роль                         | 21 грам           | Номінація |
| Премія Гільдії кіноакторів США          | 2013 | Найкраща жіноча роль                         | Неможливе         | Номінація |
| Премія Гільдії кіноакторів США          | 2015 | Найкраща жіноча роль другого плану           | Святий Вінсент    | Номінація |
| Премія Гільдії кіноакторів США          | 2015 | Найкращий акторський склад в ігровому кіно   | Бердмен           | Перемога  |
| Супутник                                | 2004 | Найкраща акторка — драма                     | 21 грам           | Номінація |
| Супутник                                | 2010 | Найкраща акторка — драма                     | Гра без правил    | Номінація |
| Супутник                                | 2019 | Найкраща акторка другого плану — телебачення | Найгучніший голос | Номінація |
| Кінопремія «Вибір критиків»             | 2004 | Найкраща акторка                             | 21 грам           | Номінація |
| Кінопремія «Вибір критиків»             | 2013 | Найкраща акторка                             | Неможливе         | Номінація |
| Європейський кіноприз                   | 2013 | Найкраща жіноча роль                         | Неможливе         | Номінація |
| AACTA International Awards              | 2013 | Найкраща жіноча роль                         | Неможливе         | Номінація |
| AACTA International Awards              | 2015 | Найкраща жіноча роль другого плану           | Бердмен           | Номінація |
| Премія Лондонського гуртка кінокритиків | 2006 | Найкраща акторка року                        | Кінг-Конг         | Перемога  |
| Національна рада кінокритиків США       | 2001 | Прорив року: акторка                         | Малголленд-драйв  | Перемога  |
| Сатурн                                  | 2002 | Найкраща кіноакторка                         | Малголленд-драйв  | Номінація |
| Сатурн                                  | 2003 | Найкраща кіноакторка                         | Дзвінок           | Перемога  |
| Сатурн                                  | 2006 | Найкраща кіноакторка                         | Кінг-Конг         | Перемога  |
| Сатурн                                  | 2008 | Найкраща кіноакторка                         | Порок на експорт  | Номінація |
| Сатурн                                  | 2013 | Найкраща кіноакторка                         | Неможливе         | Номінація |